# صلح آنتالکیداس
صلح آنتالکیداس یا صلح شاهانه پیمان‌نامه‌ای بود میان اسپارت از یک سو و آتن، کورینتوس، تبای (تبس) و آرگوس از سوی دیگر، که به نبردهای کورنتیان در یونان باستان پایان داد.
در سال ۳۸۷ پیش از میلاد صلح آنتالکیداس انجام گردید. به موجب آن یونان، حق حکمرانی و تملک هخامنشیان بر آسیای صغیر را به رسمیت شناخت.
اردشیر دوم که فرمانروای حقیقی جهان شناخته شده آن زمان به‌شمار می‌رفت وظیفه میانجیگری میان طرفین تخاصم را با حفظ اقتدار ایران (پارس) بر عهده گرفت.
در سال ۳۸۷ پیش از میلاد، پس از آن که اسپارت و دولت‌شهرهای یونانی متحد ایران راه غله آتن را با ۸۰ کشتی از طریق تنگه بسفر بستند، متخاصمان نمایندگان تام‌الاختیاری به سارد فرستادند تا شرایط شاه ایران را بشنوند. تیروز (ساتراپ سارد) مهر سلطنتی شاه را نشان داد و آنگاه منشی او چنین خواند:
اردشیر شاه سزاوار می‌داند که شهرهای آسیا، همچنین جزایر کلازومنای و قبرس متعلق به او باشد. دیگر شهرهای یونانی چه بزرگ و چه کوچک، مستقل می‌مانند مگر لمنوس، ایمبروس و اسکیروس که - همچون گذشته - به آتن تعلق خواهند داشت. هر یک از طرف‌های درگیر که این صلح را نپذیرد، من - اردشیر - در کنار کسانی که با من هم‌نظرند، با ایشان در دریا و خشکی، و با کشتی و با پول خواهم جنگید.
این پیمان یونانیان را از مداخله آشکار در ایونیه بازمی‌داشت و در برابر، زمینه نفوذ بیش از پیش ایران را در سیاست داخلی دولت‌شهرهای یونانی فراهم می‌کرد.
اثر دیگر این صلح، تبدیل اسپارت به قدرت مسلط در صحنه سیاسی یونان بود.
پس از صلح یونان، دولت هخامنشی فرصت یافت تا بر سرکوب شورش‌های آسیای صغیر، گشودن دوباره مصر و تصرف قبرس متمرکز شود.